# Gębałki
Gębałki (deutsch Gembalken) ist ein kleiner Ort in der polnischen Woiwodschaft Ermland-Masuren. Er gehört zur Landgemeinde Wydminy (Widminnen) im Powiat Giżycki (Kreis Lötzen).

## Geographische Lage
Gębałki liegt in der östlichen Mitte der Woiwodschaft Ermland-Masuren, 22 Kilometer südöstlich der Kreisstadt Giżycko (Lötzen).

## Geschichte
Der heutige Weiler (polnisch osada) war ursprünglich ein Vorwerk zum Nachbargut Klein Gablick (polnisch Gawliki Małe) und schrieb sich nach 1785 Gembalcken, danach bis 1945 Gembalken. 1818 handelte es sich um ein „adlig Vorwerk“ mit zehn Seelen. Am 30. September 1928 wurde der Gutsbezirk Klein Gablick mit dem Vorwerk Gembalken nach Wensowken (polnisch Wężówka) eingemeindet, das ab 1938 zur Gemeinde Balzhöfen gehörte.
In Gembalken waren im Jahr 1905 nur 28 Einwohner gemeldet; es war bis 1945 dem Standesamt Widminnen (Wydminy) zugeordnet.
Im Jahr 1945 kam der Ort mit dem gesamten südlichen Ostpreußen in Kriegsfolge zu Polen und trägt seither die polnische Namensform Gębałki. Er ist heute in das Schulzenamt (polnisch sołectwo) Gawliki Małe eingegliedert und damit eine Ortschaft im Verbund der Landgemeinde Wydminy (Widminnen) im Powiat Giżycki (Kreis Lötzen), bis 1998 der Woiwodschaft Suwałki, seitdem der Woiwodschaft Ermland-Masuren zugehörig.

## Religionen
Gembalken war bis 1945 in die evangelische Kirche Widminnen in der Kirchenprovinz Ostpreußen der Evangelischen Kirche der Altpreußischen Union und in die katholische Pfarrkirche Lötzen im Bistum Ermland eingepfarrt.
Heute gehört Gębałki zur evangelischen Kirchengemeinde Wydminy, einer Filialgemeinde der Pfarrei Giżycko in der Diözese Masuren der Evangelisch-Augsburgischen Kirche in Polen bzw. zur katholischen Pfarrkirche Wydminy im Bistum Ełk (Lyck) der Römisch-katholischen Kirche in Polen.

## Verkehr
Gębałki ist von der Woiwodschaftsstraße DW 655 von Gawliki Wielkie (Groß Gablick) aus über einen teilweise recht unwegsamen Landweg in Richtung Wężówka (Wensowken, 1938–1945 Großbalzhöfen/Balzhöfen) erreichbar. Eine Bahnanbindung existiert nicht.